# 시마즈씨
시마즈씨(일본어: 島津氏)는 무가 겸 화족이었던 일본의 씨족이다. 가마쿠라 시대부터 에도 시대까지 사츠마를 다스렸으며, 유신 후에는 공작가가 된 사츠마 시마즈씨가 가장 유명하지만, 그 밖에도 다수의 분가가 있다. 이 문서는 주로 사츠마 시마즈씨를 주류로한 문서이다. 돌림자로는 「다다(忠)」나「히사(久)」이다. 또한, 공식 문서에는 「嶋津氏」 라는 표기를 사용해왓다.

## 개요
원래는 가마쿠라 막부에서 임명된 슈고 가문이었으나, 센고쿠 시대에 다이묘로 성장, 에도 시대에는 사쓰마번을 다스리는 도자마 다이묘로 존속했다. 전성기에는 사쓰마국을 중심으로 미나미큐슈 지방을 지배하였고, 초대 당주인 시마즈 다다히사는 사쓰마·오스미·휴가의 슈고직에 에치젠국의 슈고직까지 겸하기도 하였다. 무예를 숭상하는 가풍을 지녔고「시마즈에는 어리석은 군주가 없다.」라는 세간의 평처럼 대대로 뛰어난 당주를 배출해 가마쿠라 시대부터 메이지 시대까지 번영하였다. 또한 에치젠, 시나노, 스루가, 와카사, 오미에서 지파가 나와 각각 에치젠 시마즈, 시나노 시마즈, 스루가 시마즈, 와카사 시마즈, 오미 시마즈로 불리고 있다.
센고쿠 시대에는 종래의 종가에서 서자 계통인 이자쿠가(伊作家)로 당주 자리가 옮겨졌으며 사쓰마 번주의 가문도 이 계통에 해당된다.

## 역대 당주

### 가문 분열 이전
| 대수 | 초상화 | 이름 (생몰년)                   | 선대와의 관계                 | 관위            | 비고                                                                                                  |
| ---- | ------ | ------------------------------- | ----------------------------- | --------------- | --- |
| 1    |        | 시마즈 다다히사 (?-1227년)      | 코레무네노 히로코토의 아들(?) | 종5위하 증종2위 | 사츠마・오스미・휴가・에치젠 등의 슈고. 사츠마 장원에서 따서 사츠마라는 성을 사용. 가마쿠라 거주.     |
| 2    |        | 시마즈 다다토키 (1202년-1272년) | 선대의 아들                   |                 | 초명 「타다요시(忠義)」. 사츠마 슈고. 가마쿠라 막부 쇼군의 근시(近侍)로써 섬김.                       |
| 3    |        | 시마즈 히사쓰네 (1225년-1284년) | 선대의 차남                   | 증정3위         | 초명 「히사토키(久時)」. 사츠마 슈고. 시마즈씨로 처음으로 사츠마에 들어옴. 원나라의 일본 원정에 출병. |
| 4    |        | 시마즈 다다무네 (1251년-1325년) | 선대의 아들                   |                 | 사츠마 슈고. 시마즈씨의 본격적인 사츠마 입부 추진                                                     |
| 5    |        | 시마즈 사다히사 (1269년-1363년) | 선대의 아들                   |                 | 사츠마・오스미・휴가 슈고. 아시카가 타카우지에게 소속. 3주 슈고직 회복                                |

### 분리
| 형계(兄系) 시마즈씨 (소슈가(総州家)) | 형계(兄系) 시마즈씨 (소슈가(総州家)) | 형계(兄系) 시마즈씨 (소슈가(総州家)) | 형계(兄系) 시마즈씨 (소슈가(総州家)) | 형계(兄系) 시마즈씨 (소슈가(総州家)) | 형계(兄系) 시마즈씨 (소슈가(総州家))                                                          | 동생계(弟系) 시마즈씨 (오슈가(奥州家)) | 동생계(弟系) 시마즈씨 (오슈가(奥州家)) | 동생계(弟系) 시마즈씨 (오슈가(奥州家)) | 동생계(弟系) 시마즈씨 (오슈가(奥州家)) | 동생계(弟系) 시마즈씨 (오슈가(奥州家)) | 동생계(弟系) 시마즈씨 (오슈가(奥州家))                                                                          |
| 대수                                 | 초상화                               | 이름 (생몰년)                        | 선대와의 관계                        | 관위                                 | 비고                                                                                          | 대수                                   | 초상화                                 | 이름 (생몰년)                          | 선대와의 관계                          | 관위                                   | 비고 |
| ------------------------------------ | ------------------------------------ | ------------------------------------ | ------------------------------------ | ------------------------------------ | --------------------------------------------------------------------------------------------- | -------------------------------------- | -------------------------------------- | -------------------------------------- | -------------------------------------- | -------------------------------------- | --- |
| 6                                    |                                      | 시마즈 모로히사 (1325년-1376년)      | 사다히사의 3남                       |                                      | 사츠마 슈고. 사다히사의 3남. 형계 시마즈씨 (소슈가 (総州家) 초대 당주                         | 6                                      |                                        | 시마즈 우지히사 (1328년-1387년)        | 사다히사의 4남                         |                                        | 오스미・휴가・치쿠고 슈고. 사다히사의 4남. 동생계 시마즈씨 (오슈가 (奥州家)) 초대당주                           |
| 7                                    |                                      | 시마즈 고레히사 (1347년-1407년)      | 천대의 장남                          |                                      | 사츠마 슈고. 형계 시마즈씨 (소슈가 (総州家) 2대 당주. 대대로 내려온 가보를 모토히사에게 양도. | 7                                      |                                        | 시마즈 모토히사 (1363년-1411년)        | 선대의 장남                            |                                        | 초명 「타카히사 (孝久)」. 사츠마・오스미・휴가 슈고. 동생계 시마즈씨 (오슈가 (奥州家)) 2대 당주. 가독을 통일함. |

### 가독 재통일 이후
| 대수 | 초상화 | 이름 (생몰년)                     | 선대와의 관계                                                | 관위           | 비고 |
| ---- | ------ | --------------------------------- | ------------------------------------------------------------ | -------------- | --- |
| 8    |        | 시마즈 히사토요 (1375년-1425년)   | 우지히사의 차남 (모토히사의 동생)                            |                | 사츠마・오스미・휴가 슈고. 우지히사의 차남. 시마즈씨 슈고 다이묘화 확립                                                     |
| 9    |        | 시마즈 다다쿠니 (1403년-1470년)   | 선대의 아들                                                  |                | 초명 「타카히사 (貴久)」. 사츠마・오스미・휴가 슈고. 시마즈씨 슈고 다이묘로서 안정시킴                                      |
| 10   |        | 시마즈 다쓰히사 (1432년-1474년)   | 선대의 아들                                                  |                | 사츠마・오스미・휴가 슈고. 오닌의 난으로 동군에 소속함.                                                                     |
| 11   |        | 시마즈 다다마사 (1463년-1508년)   | 선대의 아들                                                  |                | 초명 「타케히사(武久)」. 사츠마・오스미・휴가 슈고. 자살.                                                                   |
| 12   |        | 시마즈 다다하루 (1489년-1515년)   | 선대의 장남                                                  |                | 사츠마・오스미・휴가 슈고.                                                                                                  |
| 13   |        | 시마즈 다다타카 (1497년-1519년)   | 선대의 동생 (타다마사의 차남)                                |                | 사츠마・오스미・휴가 슈고.                                                                                                  |
| 14   |        | 시마즈 가쓰히사 (1503년-1573년)   | 선대의 동생 (타다마사의 3남)                                 |                | 초명 「타다카네(忠兼)」. 사츠마・오스미・휴가 슈고. 망명지인 분고국에서 객사                                                |
| 15   |        | 시마즈 다카히사 (1514년-1571년)   | 선대의 양자 (시마즈 타다요시의 아들) (9대 타다쿠니의 고손자) |                | 사츠마・오스미・휴가 슈고. 사츠마 통일함.                                                                                   |
| 16   |        | 시마즈 요시히사 (1533년-1611년)   | 선대의 장남                                                  | 정4위하        | 초명 「타다요시(忠良)」・「(요시타츠(義辰)」. 사츠마・오스미・휴가 슈고. 한때 규슈 통일 목전에 육박하는 등, 시마즈씨 전성기 |
| 17   |        | 시마즈 요시히로 (1535년-1619년)   | 선대의 동생 (다카히사의 차남)                                | 종4위하증정3위 | 초명 「타다히라(忠平)」・「요시타카(義珍)」. 히고 슈고다이. 「쇼코슈세이칸」에선 17대로 되어있음 (후술)                     |
| 18   |        | 시마즈 이에히사 (1576년-1638년)   | 선대의 3남                                                   | 종3위          | 초명 「타다츠네(忠恒)」. 초대 사츠마번주. 츠루마루성 건설                                                                   |
| 19   |        | 시마즈 미쓰히사 (1616년-1695년)   | 선대의 아들                                                  | 종4위상        | 초명 「타다모토(忠元)」. 2대 사츠마번주. 가고시마・이소에 별저 정원 센간엔을 조경                                           |
| 20   |        | 시마즈 쓰나타카 (1650년-1704년)   | 선대의 손자 (시마즈 츠나히사의 아들)                         | 종4위상        | 초명 「延久」. 3대 사츠마번주. 딸 카메히메는 코노에 이에히사의 정실                                                         |
| 21   |        | 시마즈 요시타카 (1675년-1747년)   | 선대의 아들                                                  | 종4위상        | 초명 「타다타케(忠竹)」. 4대 사츠마번주. 키리시마 신궁의 신전을 건설.                                                       |
| 22   |        | 시마즈 쓰구토요 (1702년-1760년)   | 선대의 아들                                                  | 종4위상        | 초명 「타다야스(忠休)」. 5대 사츠마번주.                                                                                    |
| 23   |        | 시마즈 무네노부 (1728년-1749년)   | 선대의 장남                                                  | 종4위상        | 초명 「타다아키(忠顕)」. 6대 사츠마번주.                                                                                    |
| 24   |        | 시마즈 시게토시 (1729년-1755년)   | 선대의 동생 (츠구토요의 차남)                                | 종4위상        | 초명 「히사카도(久門)」. 7대 사츠마번주. 호레키 치수 등으로 막부의 공사에 시달림.                                           |
| 25   |        | 시마즈 시게히데 (1745년-1833년)   | 선대의 아들                                                  | 종3위          | 초명 「히사카타(久方)」・「타다히로(忠洪)」. 8대 사츠마번주. 딸 고다이인은 도쿠가와 이에나리의 정실                         |
| 26   |        | 시마즈 나리노부 (1774년-1841년)   | 선대의 장남                                                  | 정4위상        | 초명 「타다타카(忠堯)」. 9대 사츠마번주. 킨시로 붕괴로 실각                                                                 |
| 27   |        | 시마즈 나리오키 (1791년-1859년)   | 선대의 장남                                                  | 종3위          | 초명 「타다요시(忠温)」. 10대 사츠마번주. 번정개혁.                                                                         |
| 28   |        | 시마즈 나리아키라 (1809년-1858년) | 선대의 장남                                                  | 종4위상증정1위 | 초명 「타다카타(忠方)」. 부국강병・식산흥업. 11대 사츠마번주. 양녀 아츠히메는 도쿠가와 이에사다의 정실.                     |
| 29   |        | 시마즈 다다요시 (1840년-1897년)   | 선대의 양자 (시마즈 히사미쓰의 아들) (27대 나리오키의 손자)  | 종1위          | 초명 「타다노리(忠徳)」・「모치히사(茂久)」. 12대 사츠마번주 (지번사) 초대 공작.                                            |

### 메이지 유신 이후
| 대수 | 초상화 | 이름 (생몰년)                   | 선대와의 관계                                               | 관위  | 비고                                                                             |
| ---- | ------ | ------------------------------- | ----------------------------------------------------------- | ----- | -------------------------------------------------------------------------------- |
| 29   |        | 시마즈 다다요시 (1840년-1897년) | 선대의 양자 (시마즈 히사미쓰의 아들) (27대 나리오키의 손자) | 종1위 | 초명 「타다노리(忠徳)」・「모치히사(茂久)」. 12대 사츠마번주 (지번사) 초대 공작. |
| 30   |        | 시마즈 다다시게 (1886년-1968년) | 선대의 4남                                                  | 정2위 | 2대 공작. 누나 쿠니요시 왕비 치카코. 고준황후의 외숙부. 해군소장.                |
| 31   |        | 시마즈 다다히데 (1912년-1996년) | 선대의 장남                                                 |       | 농림성 근무. 수산학자 고준황후의 사촌 남동생                                     |
| 32   |        | 시마즈 노부히사 (1938년-)       | 선대의 차남                                                 |       | 테루쿠니 신사 궁사(宮司). 코노에 후미마로의 손자. 호소카와 모리히로와 조카사이   |

## 학계 논란

### 17대 당주
시마즈 요시히로를 17대 당주로 하는 사료의 초출은 에도막부 말기에 편찬된 『시마즈씨 정통계도』로 여겨진다. 이후, 시마즈가의 족보는 이를 바탕으로 만들어져 "요시히로=17대 당주"라는 인식이 자리잡았다. 또한, 히데요시의 규슈 정벌 후, 요시히사에게 오스미를, 요시히로에게 사츠마를 각각 창고입지로 배정한 것도, 요시히로가 당주라는 인식을 보강하는 재료가 되었다 (시마즈 = 사츠마라는 인상에서 사츠마를 부여받았으니 당주일 것이다는 견해가 가능)
그러나, 1980년대에 들어서면서, 시마즈가 당주의 증거인 "오시게모노(御重物)"의 연구가 니시모토 세이지에 의해 진행되어 당주의 지위가 요시히사로부터 타다츠네에게 직접 양도된 사실이 판명되자 요시히로는 17대 당주가 아니었다는 학설이 야마구치 켄이치와 후쿠시마 카네하루 등 많은 연구자들에게 지지를 받았다. 이후, 요시히로는 "당주였던 설"과 "당주가 아니였던 설"이 병렬하게 되었다.
또한, 시마즈가 관련 물품을 소장・연구・전시하고 있는 쇼코슈세이칸에서는 족보 중시의 관점에서 요시히로를 17대 당주로 인정했지만, 2004년에 쇼코슈세이칸 문화재 과장이자 가고시마 대학 법문학부 시간강사인 마츠오 치토세도 요시히로는 당주가 아니라는 논물을 발표했다. 또한, 현재도 계속되고 있는 당사자인 시마즈 본종가 및 쇼코슈세이칸 자체에선 2016년 현재도 요시히로를 17대 당주로 하고 있다.
또한, 시마즈씨 가독 승계에 관해서는 무로마치 시대 중기에 시마즈 타다쿠니가 한때 동생인 모치히사에게 가독을 물려주었다가 최종적으로 가독을 되찾았다는 니이나 카츠히토의 설이나 전국시대에 시마즈 카츠히사를 츄방한 삿슈가의 시마즈 사네히사가 중신의 지지를 받아 가독을 일시 승계했다는 아마구치 켄이치의 설도 나와있고, 시마즈 본종가 및 쇼코슈세이칸의 견해와는 다른 변천상이 그려지고 있다.

## 황족
- 시마즈 지카코(島津俔子，구니노미야 구니요시 왕의 비)
- 시마즈 히사코(島津常子, 야마시나노미야 기쿠마로 왕의 비)

## 시마즈씨 씨족
| 시마즈씨 계통   | 시마즈씨 계통                                      | 시마즈씨 계통 |
| 서류            | 서류                                               | 서가          |
| 에도시대 이전   | 에도시대 이후                                      | 서가          |
| --------------- | -------------------------------------------------- | ------------- |
| 에치젠가        | 카지키가 (시마즈 일문 4가)                         | 혼고가        |
| 이자쿠가        | 타루미즈가 (시마즈 일문 4가)                       | 아소다니씨    |
| 오슈가          | 시게토미가 (시마즈 일문 4가)                       | 이주인씨      |
| 삿슈가          | 이마이즈미가 (시마즈 일문 4가)                     | 和泉氏        |
| 소슈가          | 타마자토가                                         | 宇宿氏        |
| 소슈가          | 미야노죠가                                         | 카츠라씨      |
| 호슈가          | 나가요시가                                         | 카바야마씨    |
| 우슈가          | 히오키가                                           | 카와카미씨    |
| 하쿠슈가        | 휴가 사도와라가 (사도와라번주) (타루미즈가의 분가) | 키이레씨      |
| 시나노가        | 하나오카가                                         | 사코미즈씨    |
|                 | 아리시로가 (新城家)                                | 사타씨        |
| 사시가 (佐志家) | 니이로씨                                           |               |
|                 | 노노야마씨                                         |               |
| 마치다씨        |                                                    |               |
| 야마다씨        |                                                    |               |
| 요시오카씨      |                                                    |               |
| 요시미츠씨      |                                                    |               |

## 피관의 격 분배
시마즈가의 피관은 가문의 격에 따라 세 개로 호칭이 나누어져 있었다.
가장 격이 제일 높은 가문은 고잇카(御一家)라고 칭해지는 시마즈가의 유력 서자 가문으로, 삿슈가, 이자쿠가, 소슈가 등을 포함, 혼고가, 카바야마가 등도 이와 유사하다. 또한, 6대 우지히사가 아들 모토히사에 대해 "종가와 고잇카 사이에는 신분의 상하는 없으며, 특히, 和泉, 사타, 니이로, 혼고, 카바야마의 각 성씨는 교서를 받은 집이므로, 위아래는 없다고 이해하라"고 말하고 있어, 못해도, 모토히사의 대까지는 그런 관계가 지속된 것같다.
그다음으로는 미우치(御内)라고 불리는 후다이 피관・직속 피관으로, 초대 타다히사를 따라 규슈로 하향한 사람, 남북조 시대까지 피관화된 중소 재지 영주, 혹은, 고잇카・쿠니슈의 서자 가문으로, 독립된 영지를 갖지 못하고 피관이 된 자 등이 여기에 포함되었다.
이어서, 쿠니슈(国衆), 또는 쿠니카타(国方)로 불리는 자로, 군사나 지토 등의 국인을 가리킨다. 츠치모치씨나 이토씨가 포함이 되었다.

## 공식 서명으로 보이는 성(姓)
공식 문서 서명은 시마즈가 당주가 아시카가 타카우지의 유자(양자와 비슷하지만 더 앝은 관계)가 되는 무로마치 시대 초기에는 "코레무네노아손○○(惟宗朝臣○○)", 전국시대부터 닛타 겐지를 칭할때까지는 코노에가의 서류로써 "후지와라노아손(藤原朝臣○○)"이라고 서명했다. 에도 시대에 들어, 도쿠가와가의 "마츠다이라(松平)"의 성이 부여된 후, 막부의 공식문서 등에서는 "마츠다이라 사츠마노카미 (변동 있음) (松平薩摩守○○)"라고 기술했다. (에도시대 중기 이후, 내부의 공식 문서 등에서는 "미나모토노아손(源朝臣○○)"이라고 서명했다)

## 가몬
시마즈씨의 정식 가몬에 사용된 도안은 시마즈 쥬몬지 (붓글씨의 쥬몬지), 「마루니쥬노지(丸に十の字)」, 「쿠츠와노쥬지(轡十字)」 등이 있다. 모두 쥬몬지 문양으로, 재갈문이나 쿠루지몬과는 구별된다. 정식 가몬에는 「시마즈 모란」 (코노에가에서 받음), 「고산기리」를 사용한다. 또, 『몽고습래회사』에는 쥬몬지 위에 츠루마루문을 그린, 시마즈 히사츠네의 깃발이 그려져있다. 시나노 시마즈씨 나가누마가의 「쿠츠와노쥬지(轡十字)」에 대해서는 쿠츠와로서 『요네후 카노코』에 실렸다.
쥬몬지의 유래에 대해서는 여러 설이 있으며, 2마리의 용을 나타냈다고 하는 것 (『시마즈 국사(島津国史)』), 오슈 정벌 시에 초대 타다히사에게 미나모토노 요리토모가 젓가락으로 십자를 만들어, 이것을 시마즈의 가몬으로 만들었다고 하는 것 (『니시번 야사(西藩野史)』), 가마쿠라 시대에 중국 전통 부적의 영향으로, 재앙으로부터 몸을 보호하고 복을 불러오기 위해 성호를 긋는 풍습이 있어, 그것을 가몬으로 했다 (『일본문장학』) 등, 여러 가지 방면에서 시마즈가의 고리십자에 대한 고찰이 되고 있다.

무로마지 중기에 편찬된 『견문제가문(見聞諸家紋)』에는 시마즈 쥬몬지가 게제되어있는데, 에도시대 초기의 『관정중수제가보(寛政重修諸家譜)』에 게재되어있는 동그라미에 십자(쿠츠와노쥬지) 도안이나, "마루니쥬노지" 도안이 정식 가몬으로 사용되고 있다. 『세키가하라 전투도 병풍』 (츠가루가 본)에는 시마즈 쥬몬지를 그린 요시히로의 깃발이 그려져 있는데, 토요히사 깃발에는 쿠츠와노쥬지가 그려져있는 것으로 보아, 역사연구가인 오노 노부나가는 세키가하라 전쟁을 벌인 이시기가 붓글자 쥬몬지에서 쿠즈와노쥬지로의 변천시기라고 추측하고 있다. 중세, 프란치스코 하비에르가 기독교 포교를 위해 일본 첫방문인 가고시마에 갔을 때, 영주 시마즈씨의 가몬이 "하얀 십자가"였다는 사실에 경악했다는 기록이 있다. 

쿠츠와노쥬지 (사츠마 시마즈가 정식 가몬)
마루니쥬노지 (종가가 사용하는 정식 가몬)
시마즈 쥬몬지 (『몽고습래회사』, 『견문제가문(見聞諸家紋)』)
정식가몬 을 대신해서 쓰는 「고산키리」

## 시마즈씨 연고 사찰・보다이지

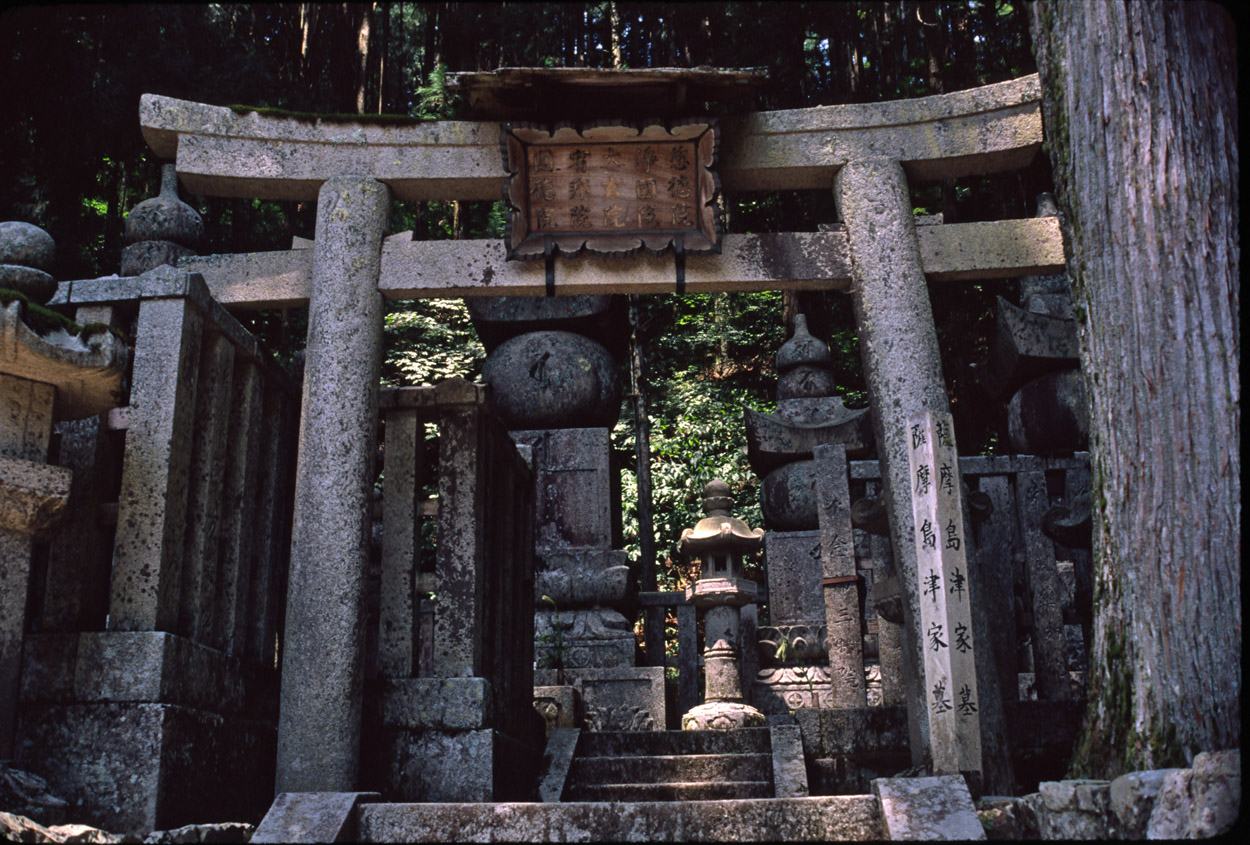
와카야마현 고야산에 있는 시마즈가의 묘

- 스미요시타이샤 (오사카시 스미요시구) - 시마즈씨 조상인 시마즈 타다히사의 탄생지 (스미요시타이샤 경내의 탄생석진좌)
- 도후쿠지 소쿠조인(即宗院) 탑두 (교토부 히가시야마구) - 시마즈 우지히사에 의해 개산한 시마즈가 교토 보다이지 원.
- 타마류후쿠쇼지 (가고시마현 가고시마시) - 조동종 소지지의 끝
- 묘엔지 (가고시마현 히오키시) - 시마즈 요시히로의 보다이지
- 칸노지 (가고시마현 이즈미시) - 시마즈가 초대 당주부터 5대 당주까지의 시마즈씨 묘소
- 세이센지 (가고시마현 가고시마시) - 시마즈 타다요시 공양 재가 보살상
- 다이엔지 (도쿄도 스기나미구) - 에도 시마즈가 에도 보다이지
- 다이엔지 (도쿄도 메구로구) - 시마즈 나리오키 연고 사원
- 즈이쇼지 대웅보전 편액 (도쿄도 미나토구) - 시마즈 시게히데 연고의 시마즈가 에도 보다이지
- 센가쿠지 본당 편액 (도쿄도 미나토구) - 시마즈 나리노부 연고 사원
- 다이코쿠지 (교토부 후시미구) - 시마즈씨 교토 기도 사원
- 쇼코쿠지 린코인 탑두 (교토부 카미교구) - 시마즈 요시히로상과 위패. 시마즈가 천좌공양 사원. 사츠마 번사 묘소
- 죠후쿠지 (교토부 카미교구) - 시마즈 토시히사, 사츠마번 연고 사원. 막부 말기 역사의 무대가 됨
- 다이운인 (교토부 카미교구) - 휴가 사도와라번 초대번주 시마즈 모치히사의 묘소
- 뵤도지 (나라현 사쿠라이시) - 시마즈 요시히로 연고 사원
- 고야산 쇼치인 (와카야마현 고야정) - 시마즈가 연고 귀신원
- 고야산 케이코인 (와카야마현 고야정) - 시마즈 요시히로, 미야노죠 시마즈가 연고 사원
- 류타쿠지 (에히메현 세이요시) - 시마즈씨 연고 사원
- 루리코지 (기후현 오가키시) - 시마즈 토요히사의 보다이지
- 젠가산 토보쿠지 (도쿄도 시부야구) - 휴가 사도와라번 시마즈가 에도 보다이지
- 법화당 유적 (카나가와현 가마쿠라시) - 시마즈가 조상 시마즈 타다히사의 분묘.

## 같이 보기
- 센간엔
- 시마즈 다카코
- 사쓰에이 전쟁

1. ↑  西本誠司 (1986). “島津義弘の本宗家家督相続について”. 《鹿児島県中世史研究会報》 (43号).（所収:新名 2014）
2. ↑  福島金治 (1987). “戦国期島津氏の起請文”. 《九州史学》 (88・89・90号).
3. ↑  松尾千歳 (2004). 〈島津義久の富隈城入城とその時代―義久家督をめぐる諸問題―〉.   志学館大学生涯学習センター; 隼人町教育委員会. 《隼人学》. 南方新社.